# Georg Hardy
Georg August Hardy (* 8. Oktober 1807 in Seligenstadt; † 20. Februar 1853 in Darmstadt) war ein hessischer Beamter und Politiker und Abgeordneter der 2. Kammer der Landstände des Großherzogtums Hessen.
Georg Hardy war der Sohn des Regierungsrates Edmund Adam Hardy und dessen Ehefrau Elisabeth Josefa, geborene Rapallo. Hardy, der katholischen Glaubens war, heiratete Wilhelmine (Mimi) Eleonore Philippine geborene Beck (1815–1853).
Hardy wurde 1830 Hofgerichtssekretariatsakzessist beim Hofgericht Darmstadt. 1832 wechselte er als Kreissekretär zum Landkreis Dieburg und wurde 1834 Sekretär beim Provinzialkommissar und Kreisrat im Kreis Darmstadt, Karl Rinck von Starck. 1839 war er Mitglied der Bezirksschulkommission und 1841 Assessor beim Provinzialkommissar und Kreisrat im Kreis Darmstadt. 1844 wurde er Regierungsrat und 1847 Rat beim Administrativ-Justiz und Lehnhof. Ab 1852 war er Mitglied der Oberpostinspektion. 
Von 1841 bis 1849 gehörte er der Zweiten Kammer der Landstände an. Er wurde zunächst für den Wahlbezirk Oberhessen 11/Hungen und dann für den Wahlbezirk Starkenburg 1/Heusenstamm gewählt.